# (19919) Погорелов
(19919) Погорелов — астероид в главном поясе астероидов, открытый 8 октября 1977 года.

## Описание
(19919) Погорелов был обнаружен сотрудником Крымской астрофизической обсерватории Людмилой Черных. Имеет орбиту, характеризующуюся большой полуосью 2,67 а.е., эксцентриситетом 0,19 и наклоном орбиты 13,04 ° относительно плоскости эклиптики.
Международный астрономический союз назвал этот астероид в честь известного математика, геометра Алексея Васильевича Погорелова по представлению директора Института астрономии ХНУ имени В. Н. Каразина член-корреспондента НАН Украины Ю. Г. Шкуратова и заведующего отделом физики астероидов и комет доктора физ.-мат. наук Д. Ф. Лупишко